# Fleet-Gefängnis

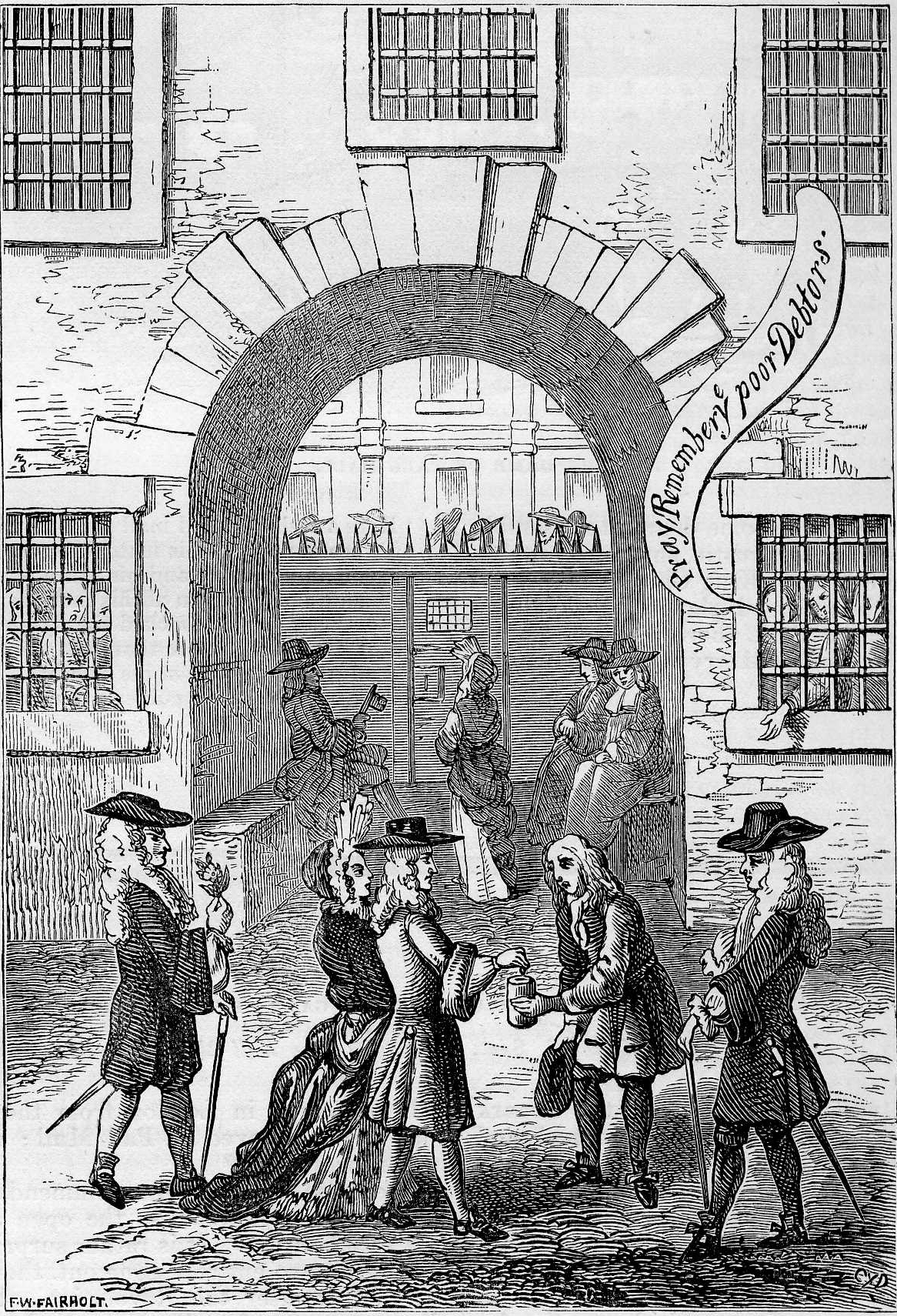
Stich des Alten Fleet-Gefängnisses mit bettelnden Insassen. Aus dem Book of Days (1869) von Robert Chambers (1802–1871)

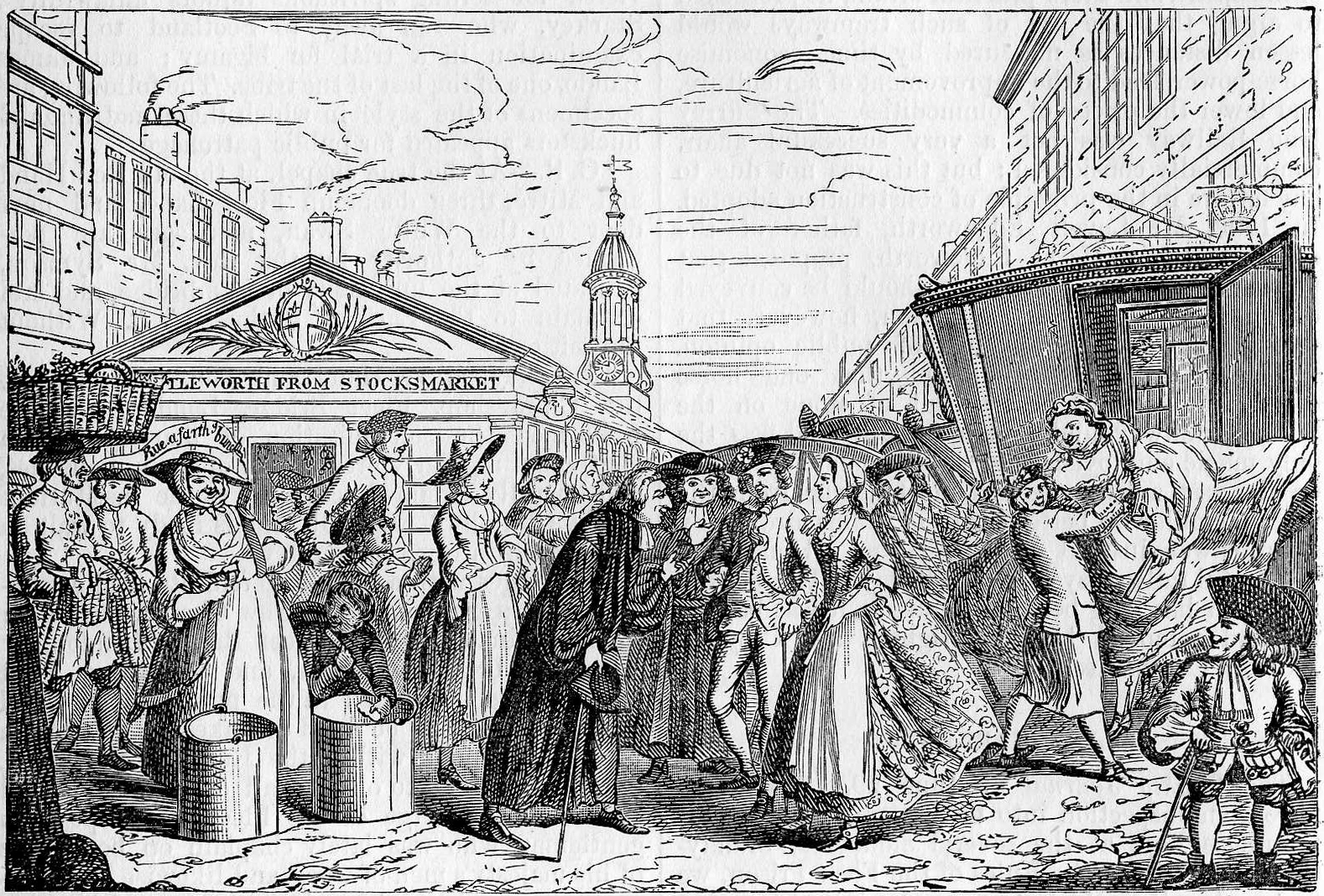
Karikatur der Fleet Marriages. Aus dem Book of Days von Robert Chambers

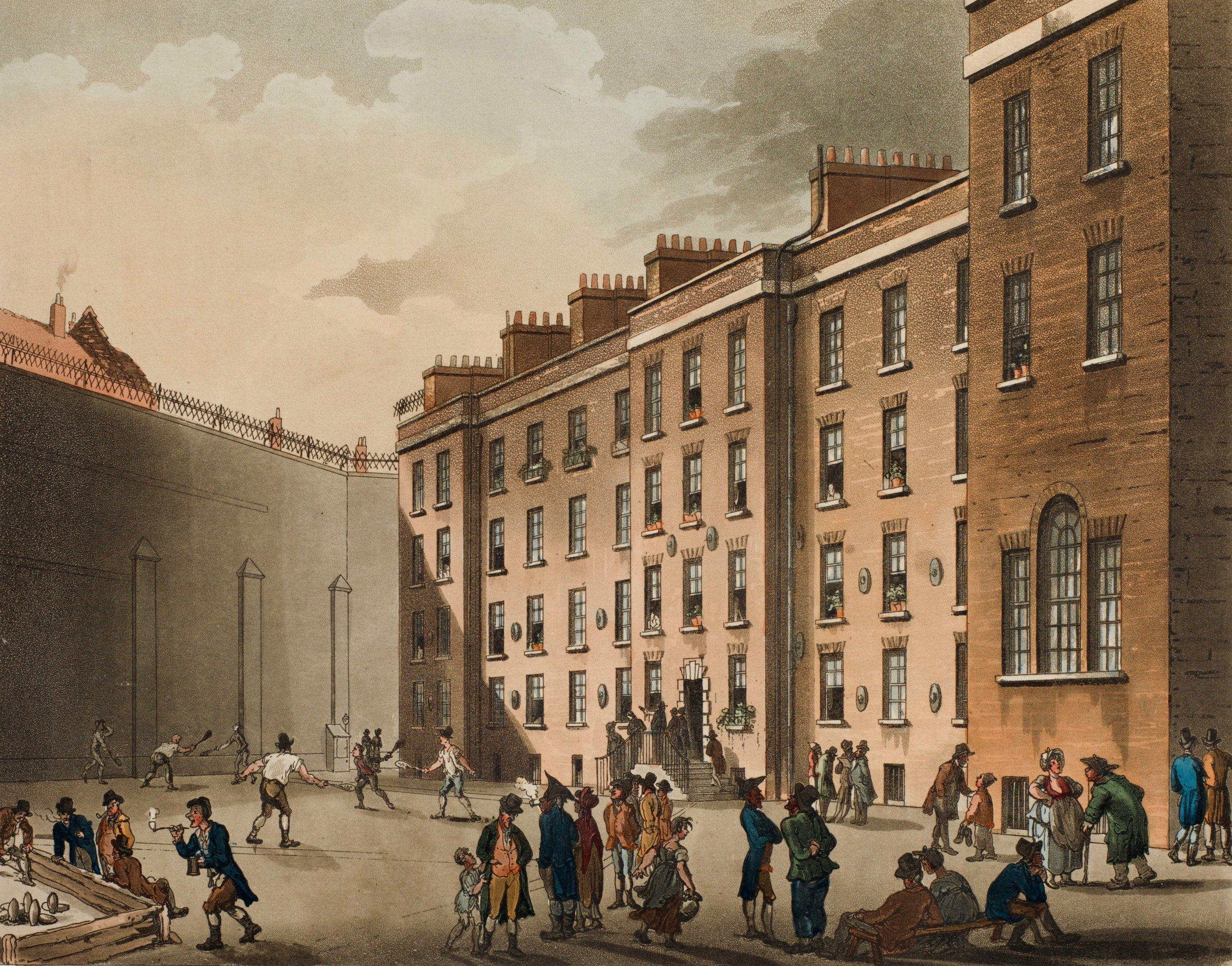
Racket-Spiel im Fleet-Gefängnis (ein Vorläufer des Squash). Zeichnung von Augustus Charles Pugin (1768–1832) und Thomas Rowlandson (1756–1827) für den Microcosm of London (1808–1811) von Rudolph Ackermann (1764–1834)

Das Fleet-Gefängnis (englisch: Fleet Prison) war ein berüchtigtes Gefängnis in London (1197–1844).

## Geschichte
Die Haftanstalt wurde 1197 erbaut und befand sich an der Farringdon Street am Ostufer des River Fleet, nach dem sie benannt wurde. Das Gefängnis wurde zunächst dadurch bekannt, dass hier Angeklagte der Star Chamber einsaßen. Diese war ein königlicher Rat mit richterlichen Funktionen, den Eduard II. eingerichtet hatte. Außerdem waren Schuldner inhaftiert sowie Personen, die sich der Missachtung des Court of Chancery (deutsch etwa „Gerichtshof für Billigkeitsrechtsprechung“) schuldig gemacht hatten. Das Fleet-Gefängnis musste mehrfach neu aufgebaut werden: Sowohl während des englischen Bauernaufstandes von 1381, als auch beim Großen Brand von London im Jahre 1666 wurde es zerstört.
Im 18. Jahrhundert diente das Gefängnis vorwiegend der Inhaftierung von Schuldnern und Bankrotteuren. Gewöhnlich waren etwa 300 Gefangene mit ihren Familien eingesperrt. Zur Farringdon-Street hin gab es ein eigenes Gitterfenster, durch das die Insassen die Passanten anbetteln konnten, um ihren Aufenthalt zu „finanzieren“, denn zu dieser Zeit waren Gefängnisse profitable Unternehmen. Die Gefangenen mussten für Lebensmittel und Unterkunft bezahlen. Es gab spezielle „Gebühren“ für die Kerkermeister und für das Abnehmen der Handschellen-, der Fußschellen- oder der Halseisen. Das Fleet-Gefängnis war dafür bekannt, die höchsten Gebühren in England zu erheben. Begüterte Häftlinge mussten nicht unbedingt innerhalb der Gefängnismauern leben. Solange sie die Wärter für deren „Verdienstausfälle“ bezahlen konnten, durften sie auch außerhalb Quartier beziehen. Das Gebiet, in dem das statthaft war, wurde als Liberty of the Fleet oder Rules of the Fleet bezeichnet.
Ab 1613 fanden in der etwas ungewöhnlichen Umgebung des Fleet-Gefängnisses zunehmend die so genannten „heimlichen Fleet-Heiraten“ (englisch clandestine fleet marriages) statt. Das englische Eherecht wurde erst durch ein Gesetz von 1753 genau fixiert (Lord Hardwicke's Marriage Act). In der zuvor herrschenden Rechtsunsicherheit, was das Zustandekommen rechtsgültiger Ehen betraf (Common-law marriages, das heißt, „gewohnheitsrechtliche Ehen“ waren bis dahin legal), entwickelte sich im 17. und frühen 18. Jahrhundert im Fleet Prison und der umliegenden Gegend ein schwunghaftes Heiratsgeschäft. Gefängnisse konnten für sich beanspruchen, außerhalb der kirchlichen Gerichtsbarkeit zu liegen. Während der 1740er Jahre wurden allein in der Fleet-Gegend etwa 6.000 von den jährlich 47.000 englischen Ehen geschlossen.
Der Vorsteher des Fleet-Gefängnisses hieß the warden (deutsch „der Aufseher“). Er wurde durch eine Patenturkunde (englisch letters patent) ernannt. Es wurde zur häufigen Praxis der Patentinhaber, das Gefängnis an den Meistbietenden weiter zu verpachten. Diese Gepflogenheit sorgte dafür, dass die Anstalt lange Zeit für allerlei Grausamkeiten berüchtigt war, die die Häftlinge erleiden mussten. Ein Patentkäufer, Thomas Bambridge, der 1728 Aufseher wurde, erfreute sich eines besonders schlechten Rufes. Am 27. Februar 1729 führte ein Untersuchungsausschuss des Unterhauses, der sich mit dem Zustand englischer Gefängnisse beschäftigte, im Fleet-Gefängnis eine Ortsbesichtigung durch.
Der Ausschussvorsitzende James Oglethorpe (* 1696; † 1785), ein späterer Mitbegründer des US-Bundesstaates Georgia, stellte am 24. März 1729 in seinem Abschlussbericht fest:
„Resolved – nemine contradicente – that Thomas Bambridge, the acting Warden of the prison at the Fleet, hath wilfully permitted several debtors to the crown in great sums of money, as well as debtors to divers of his Majesty's subjects to escape; hath been guilty of the most notorious breaches of his trust; great extortions, and the highest crimes and misdemeanors in the execution of his said office; and hath arbitrarily and unlawfully loaded with irons, put into dungeons, and destroyed prisoners for debt under his charge, treating them in the most barbarous and cruel manner, in high violation and contempt of the laws of this kingdom ...“
Übersetzung: „Es wird einstimmig beschlossen, dass Thomas Bambridge, der stellvertretende Aufseher des Gefängnisses am Fleet, absichtlich sowohl mehreren Schuldnern der Krone von großen Geldsummen, als auch Schuldnern verschiedener Untertanen Ihrer Majestät erlaubt hat, zu fliehen; schuldig ist der anrüchigsten Vertrauensbrüche; großer Erpressungen, und höchster Verbrechen und Vergehen in der Ausübung seines besagten Amtes; und hat Schuldhäftlinge unter seinem Gewahrsam willkürlich und ungesetzlich in Eisen gelegt, eingekerkert und vernichtet, indem er sie auf die barbarischste und grausamste Weise behandelte, in hoher Verletzung und Missachtung der Gesetze dieses Königreiches ...“
Thomas Bambridge wurde daraufhin im Newgate-Gefängnis eingekerkert, und es wurde ein Gesetz verabschiedet, das solche Missstände künftig verhindern sollte.
Während der Gordon Riots wurde das Fleet-Gefängnis 1780 abermals zerstört und 1781/1782 sofort neu errichtet. Im Jahre 1842 wurde es per Gesetz mit der Haftanstalt Marshalsea und den Queens Bench Prisons unter der Bezeichnung Queens Prison zusammengelegt. Es wurde schließlich geschlossen und 1844 an die City of London verkauft. Diese riss das Gebäude 1846 ab.
Charles Dickens verarbeitete 1837 das Fleet-Gefängnis literarisch in seinem Roman Die Pickwickier (englisch The posthumous papers of the Pickwick Club) und William Hogarth 1735 zeichnerisch in seiner Kupferstichserie A Rake’s Progress (deutsch „Das Leben eines Wüstlings“).

## Prominente Häftlinge
- Elizabeth Vernon (* ca. 1572; † ca. 1655), eine schöne und umschwärmte Hofdame Elisabeths I., der der hochadlige Theater-Mäzen Henry Wriothesley, 3. Earl von Southampton, sehr zum Unwillen der Königin den Hof machte. Nachdem die attraktive Maid of Honour schwanger geworden war und den Grafen im August 1598 heimlich geheiratet hatte, ließ die erboste Monarchin die nunmehrige Gräfin Southampton vorübergehend ins Fleet-Gefängnis werfen, desgleichen ihren aus Paris zurückbeorderten Ehegatten. Elizabeth Vernon erlangte als poetische Inspirationsquelle für Shakespeares Dark Lady-Sonette bleibenden Nachruhm.

- John Donne (* 1572; † 1631), ab 1597 Privatsekretär von Sir Thomas Egerton, einem Lord Keeper of the Great Seal, heiratete 1601 heimlich dessen siebzehnjährige Nichte Anne More, was seinem Arbeitgeber sowie dem Vater der Braut, Sir George More of Losely, sehr missfiel. Sein unfreiwilliger Schwiegervater ließ ihn im Februar und März 1602 für einige Wochen im Fleet-Gefängnis festsetzen. Die Familienversöhnung fand erst 1609 statt. Die Ehe des standhaften Paares dauerte bis zu Annes Tod im Jahr 1617. John Donne wurde ein bedeutender Schriftsteller im Zeitalter Jakobs I.

- Der Komponist Francis Tregian d. J. (* ca. 1574; † ca. 1619), der in seinem letzten Lebensjahrzehnt das Fitzwilliam Virginal Book mit 297 Stücken der großen Komponisten der elisabethanischen Zeit und der Epoche Jakobs I. zusammenstellte, verbrachte auch einige Zeit im Fleet-Gefängnis und verschuldete sich dort mit 200 Pfund. Die Vorstellung vom armen Musiker, der wegen religiösen Abweichlertums im Fleet-Gefängnis inhaftiert war und sich dort mit dem Abschreiben von Kompositionen die Zeit vertrieb, ist jedoch unhistorisch und rührt von späterer katholischer Legendenbildung her, die aus ihm einen Märtyrer machen wollte. Die Tregians stammten aus einer Familie mit weitreichenden adeligen Verbindungen, teilten aber den sturen Charakter der konservativen Katholiken aus Cornwall, die eine Inhaftierung jedem Kompromiss vorzogen.

- John Cleland (* 1709; † 1789), verbrachte ab Februar 1748 ein Jahr lang wegen der damals beträchtlichen Schuld von 840 Pfund Sterling im Fleet-Gefängnis. Während seiner Haftzeit schrieb er den erotischen Roman Fanny Hill, Memoirs of a Woman of Pleasure, dessen großer Erfolg ihm nach der Veröffentlichung half, seine Verbindlichkeiten zu begleichen.